# Chiesa di San Biagio (Serra San Bruno)
La chiesa di San Biagio è la chiesa matrice di Serra San Bruno, in provincia di Vibo Valentia ed  è consacrata a san Biagio, patrono della città.
La facciata, realizzata in granito locale fu progettata dall'architetto serrese Biagio Scaramuzzino che ne lasciò interrotta la costruzione a metà della nicchia che oggi contiene una statua di marmo raffigurante il Cuore di Gesù. Fu completata da un altro architetto serrese, Salomone Barillari, durante la seconda metà del secolo XIX. Notevoli sulle loggette delle campane due angioli in marmo dei primi anni del XVII secolo provenienti dalla Certosa, recentemente attribuiti allo scultore tedesco David Müller. 
L'interno, di tipo basilicale a tre navate divise da pilastri, è molto ricco di opere d'arte, alcune delle quali di notevole valore. 
Al primo e al terzo pilastro, da destra, quattro statue marmoree, S. Stefano, S. Bruno, la Madonna e S. Giovanni Battista, provenienti dalla Certosa. La Madonna e S. Bruno poggiano su due scannelli, firmati e datati DAVID MULLER TUDESCO SCULP 1611, minutamente scolpiti a bassorilievo raffiguranti il primo il Presepio e il secondo la congiura di Capua, in cui il Santo certosino apparendo al conte Ruggero dei normanni lo salva dal tradimento dei congiurati guidati da Sergio. Le altre due statue sono invece di scuola siciliana del XVII secolo. Al secondo pilastro di sinistra un interessante pergamo ligneo eseguito su disegno e sotto la direzione dell'architetto Biagio Scaramuzzino. L'opera è ammirevole, oltre che per il disegno, anche per il grande lavoro di pazienza. L'impiallicciatura di noce che lo ricopre, infatti, è lavorata a mano e, applicata sulla struttura come i tasselli di un mosaico, è tenuta insieme con minuscole zeppe. Nella navata sinistra spicca, nella prima cappella, una statua lignea raffigurante San Giuseppe. Eseguito nei primi anni del XIX secolo dall'artigiano Vincenzo Zaffino, ricalca negli svolazzi del mantello e nell'impostazione del corpo, che mostra una leggera torsione, le statue barocche fanzaghiane. A sinistra è da notare una bella statua lignea di fine Settecento raffigurante San Pasquale di Baylon, opera di un altro scultore serrese, Vincenzo Scrivo. Nella seconda cappella della navata di sinistra il Crocifisso di Antonio Scrivo spicca per l'eccezionale realismo plastico che evidenzia in modo particolare l'intaglio dei lembi della pelle sollevati intorno alle piaghe e la scultura della corda che lega il perizoma. L'opera, che replica una pittura di Guido Reni conservata a Roma, nella chiesa di San Lorenzo in Lucina, fu eseguita prima del 1783. A destra si può vedere un'altra statua, San Francesco d'Assisi, scolpito a Lucca intorno alla metà del XVIII secolo. Nella cappella successiva l'Immacolata di Vincenzo Scrivo, il San Nicola di Michele Amato e un San Camillo pure di bottega serrese della seconda metà dell'Ottocento. Nell'ultima cappella della navata, sotto lo stemma vescovile di Mons. Peronacci (1682-1775), vescovo di Umbriatico, un'altra statua lucchese del XVIII secolo, San Biagio, patrono di Serra. 
Attraverso la porta di legno in fondo alla navata si accede nella sagrestia, dove si possono ammirare gli armadi lignei eseguiti nei primi anni del XIX secolo da Domenico e Francesco Rossi e da Raffaele Barillari su commissione dell'arciprete Bruno Maria Tedeschi, futuro arcivescovo di Rossano. Nella navata di destra, invece, la prima cappella è dedicata a San Francesco di Paola, di cui si può ammirare la statua lignea eseguita da Raffaele Regio intorno alla metà del XIX secolo. Nella seconda è oggi visibile la statua lignea della Madonna del Rosario, scolpita a Lucca intorno alla metà del XVIII secolo e precedentemente coperta da un bel quadro, eseguito intorno alla metà del secolo scorso dal pittore serrese Venanzio Pisani, ora collocato nel museo adiacente alla chiesa.  Sul lato sinistro dell'altare in una nicchia è collocato un gruppo ligneo raffigurante Tobiolo e l'Arcangelo Raffaele opera dello scultore settecentesco Antonio Regio. Nella terza cappella un'altra bella opera di Vincenzo Scrivo, la Madonna del Carmine. Nell'ultima, invece, l'altare fatto erigere dall'arcivescovo di Rossano Bruno Maria Tedeschi, di cui si può notare lo stemma sul timpano, conserva un'immagine lignea settecentesca di San Bruno a mezzo busto. In fondo alla navata il Sancta Sanctorum conserva all'interno di una struttura bronzea settecentesca il grande reliquiario dell'XI secolo, originariamente in ebano e avorio, regalato a San Bruno, secondo la tradizione, dalla contessa Adelaide, moglie del conte Ruggero dei normanni. Al centro del presbiterio si eleva l'altare maggiore, rifacimento ottocentesco del gran ciborio fanzaghiano conservato nella chiesa dell'Addolorata. Attribuito alla bottega dei fratelli Drago racchiude il tabernacolo eseguito dai fratelli Alfonso e Giuseppe Scrivo nel 1878. Nel coro sono conservati due grandi quadri raffiguranti il primo il martirio di S. Stefano, recentemente attribuito al fiorentino Bernardino Poccetti (1548-1612), e il secondo il concilio dei monaci certosini, firmato FRANCISCUS CAIVANUS PINGEBAT 1633 e una tela raffigurante l'ultima cena, opera del pittore serrese Stefano Pisani.